# Мовила (Никулешти)
Мовила (рум. Movila) насеље је у Румунији у округу Дамбовица у општини Никулешти. Oпштина се налази на надморској висини од 101 m.

## Становништво
Према подацима из 2002. године у насељу је живело 826 становника, од којих су сви румунске националности.